# Maryja Kalesnikavová
Maryja Kalesnikavová (* 24. dubna 1982, Minsk, Sovětský svaz) je jednou z vůdčích osobností běloruské opozice během protestů, které v zemi následovaly po prezidentských volbách v roce 2020 a které jsou namířeny proti prezidentovi Alexandru Lukašenkovi. Kalesnikavová je členkou vedení Koordinační rady opozice, kterou založila formálně neúspěšná prezidentská kandidátka Svjatlana Cichanouská.
V září 2021 ji soud v Minsku odsoudil k 11 letům odnětí svobodu za údajné spiknutí s cílem uchopit moc v zemi neústavní cestou. O poměrech ve vazební věznici, kde celu 2,5 x 3,5 m sdílejí 4 vězeňkyně a dvůr k vycházkám má velikost pouze 3 x 3 m, hovořila v září 2021 v interview s ruskou redakcí BBC. V lednu 2022 informovalo lidskoprávní centrum Vjasna, že Kalesnikavová byla převezena k výkonu trestu do ženské vězeňské kolonie v Gomelu, poblíž hranic s Ruskem.

## Osobní život
Kalesnikavová je učitelka hudby a flétnistka. Po několik let žila a působila v německém městě Stuttgartu.
Je svobodná a bezdětná.

## Politická aktivita
Kalesnikavová byla podle dostupných zpráv 7. září 2020 spolu s dalšími dvěma opozičníky unesena na ulici v Minsku. O den později časně ráno byli dovezeni na hranici s Ukrajinou. Zatímco její kolegové byli odvezeni na Ukrajinu, Kalesnikavová roztrhala svůj pas a byla z auta vyhozena. Náměstek ukrajinského ministra vnitra Anton Heraščenko uvedl, že Kalesnikavová „úspěšně zabránila své násilné deportaci ze své rodné země“. Poté, co odmítla Bělorusko opustit, byla údajně zadržena. Několik dní nebylo jasné, kde se nachází. Podle dalších zpráv byla z Minsku převezena do věznice v nedalekém městě Žodzina.
Kalesnikavová se dostala do politiky během prezidentské kampaně opozičního politika Viktara Babaryka. Byl však uvězněn a bylo mu tak zabráněno kandidovat. Kalesnikavová a další členové Babarykovy kampaně oznámili v srpnu 2020 založení nové politické strany jménem Společně.

## Ocenění
V září 2021 získala Cenu Václava Havla za lidská práva, kterou společně uděluje Rada Evropy, Knihovna Václava Havla a Nadace Charty 77. Protože byla vězněna, převzala za ni cenu spojenou s odměnou 60 000 eur její sestra Tatsiana Khomich, a to během zasedání Rady Evropy.